# تايني سو (فلم)
تايني سو (الاسم الأصليّ: Tinye So) هو فيلم صدر عام 2010.

## القصّة
تايني سو هي الآخرة حيث يعيش الأجداد. في تقليدٍ في بامبارا، يُزعَم أن الموتى لديهم الحقيقة ويستفيدون من ظُلمَة الليل لتقديم المشورة للأحياء وإرشادهم. ومع ذلك، حيث لم يعد يستمع أحدٌ إليهم بعد الآن، يُقرّ الأسلاف التحدث لآخر مرةٍ مع الأحياء قبل الصمت إلى الأبد.

## الجوائز
عُرض الفيلم في المهرجان الأفريقي للسينما والتلفزيون في واغادوغو عام 2011، كما عُرض في نفس العام في مهرجانٍ محلي في مدينة ميلانو بإيطاليا.

## روابط خارجية
- تايني سو  في قاعدة بيانات الأفلام على الإنترنت (بالإنجليزية)